# Livgardens Kaserne
Livgardens Kaserne er en kaserne ved Rosenborg Slot for Den Kongelige Livgarde. Den har adressen Gothersgade 100 og har facade langs Øster Voldgade.
Kasernens bygning er en gammel orangeribygning til Rosenborg, der 1785 blev ombygget til kaserne, og bygningen kan føres tilbage til Christian 5.s lysthus fra 1670, som blev midterpavillon i Frederik 4.s orangeri fra 1709. I 1786 flyttede livgarden ind i det ombyggede anlæg.
Den 29. august 1943 blev kasernen angrebet af tyskerne som led i Operation Safari. Kasernevagten bestod da af 1 korporal og 18 menige og en styrke af 1. Livgardebataillons 2. kompagni: 3 officerer, 5 befalingsmænd af officiantgruppen, 5 Underofficerer af reserven og 177 menige (uddannet mandskab). Den 29. august kl. 4,00 trængte tyske tropper på flere steder under voldsom ildafgivelse ind på kasernen. Skydningen besvaredes af vagten, af posterne på eksercerpladsen og af befalingsmænd og mandskab, der afgav ild fra vinduerne. Skydningen indstilledes efter ordre fra kompagnichefen (Rosenborgfløjen) og for resten af kasernens vedkommende af chefen for Livgarden, der var ankommet ledsaget af en tysk befalingsmand. 1 officer og 1 underofficer af reserven blev dræbt.
Livgardens Historiske Samling, herunder Livgardens Museum, har til huse på Livgardens Kaserne. Museet er offentligt tilgængeligt, men adgang kræver at man henvender sig til vagten ved Gothersgade i åbningstiden.